# خرائط العالم المبكرة
تعود أقدم خرائط العالم المعروفة إلى العصور القديمة الكلاسيكية، وأقدم الأمثلة من القرن السادس حتى القرن الخامس قبل الميلاد، والتي تعتمد على نموذج الأرض المسطحة. وقد ظهرت خرائط العالم التي تفترض أن الأرض كروية لأول مرة في العصر الهلنستي. وكانت تطورات الجغرافيا اليونانية خلال ذلك الوقت، ولا سيما على يد إراتوستينس وبوسيدونيوس، قد بلغت ذروتها في العصر الروماني مع خريطة العالم لبطليموس (القرن الثاني الميلادي)، والتي ظلت موثوقة طوال العصور الوسطى. ومنذ بطليموس سمحت معرفة الحجم التقريبي للأرض لرسامي الخرائط بتقدير مدى معرفتهم الجغرافية، والإشارة إلى أجزاء الكوكب التي يُعرف وجودها ولكن لم تكتشف بعد على أنها تيرا إنكوغنيتا (أرض مجهولة).
مع عصر الاستكشاف بين القرنين الخامس عشر والثامن عشر الميلادي أصبحت خرائط العالم دقيقة بشكل متزايد؛ وقد تُرك استكشاف القارة القطبية الجنوبية وأستراليا والمناطق الداخلية من أفريقيا من قبل صانعي الخرائط الغربيين حتى القرن التاسع عشر وأوائل القرن العشرين.

## العصور القديمة

### لوح سان بيليك من العصر البرونزي
يعود تاريخ لوح سان بيليك الذي اكتشفه بول دو شاتيليه في فنستير بفرنسا عام 1900 إلى ما بين عامي 1900 قبل الميلاد و1640 قبل الميلاد. كما أظهر تحليل حديث نُشر في نشرة جمعية ما قبل التاريخ الفرنسية أن اللوح عبارة عن تمثيل ثلاثي الأبعاد لوادي نهر أوديت في فنستير بفرنسا. وهذا من شأنه أن يجعل لوح سان بيليك أقدم خريطة معروفة لمنطقة في العالم. ووفقًا للمؤلفين ربما لم تستخدم الخريطة للملاحة، بل لإظهار القوة السياسية والمدى الإقليمي لنطاق الحاكم المحلي في أوائل العصر البرونزي.

### إيماغو مونديالبابلية (نحو القرن السادس قبل الميلاد)
يعود تاريخ خريطة العالم البابلية المعروفة باسم إيماغو موندي إلى القرن السادس قبل الميلاد. وتُظهر الخريطة التي أعاد إيكهارد أونغر بناءها مدينة بابل على نهر الفرات، محاطة بمساحة دائرية تشمل آشور وأورارتو (أرمينيا) والعديد من المدن، التي يحيط بها بدوره «النهر المر» (أوقيانوس)، مع ثمان مناطق بعيدة (ناغو) مرتبة حولها على شكل مثلثات لتشكل نجمة. ويذكر النص المصاحب مسافة سبعة بيرو (وحدة قياس) بين المناطق البعيدة. وقد بقيت أوصاف خمسة منها:
- المنطقة الثالثة هي حيث «لا ينهي الطير المجنح طيرانه»، أي لا يستطيع الوصول إليها.
- المنطقة الرابعة «الضوء أكثر سطوعًا من غروب الشمس أو النجوم»: تقع في الشمال الغربي، وبعد غروب الشمس في الصيف تكون عمليًا شبه مظلمة.
- المنطقة الخامسة باتجاه الشمال غارقة في ظلام دامس، أرض «لا يرى فيها أحد»، و«لا ترى الشمس فيها».
- المنطقة السادسة «حيث يسكن الثور ذو القرنين ويهاجم الوافد الجديد».
- المنطقة السابعة تقع في الشرق وهي «حيث ينبلج الصباح».

### أناكسيماندر (نحو 610–546 قبل الميلاد)
يعود الفضل إلى أناكسيماندر (توفي عام 546 قبل الميلاد) في إنشاء واحدة من أولى خرائط العالم، والتي كانت دائرية الشكل وأظهرت الأراضي المعروفة في العالم مجمعة حول بحر إيجة في المركز. وكان كل هذا محاطًا بالمحيط.

### هكتيوس المليتي (نحو 550–476 قبل الميلاد)
يُنسب إلى هكتيوس المليتي (توفي عام 476 قبل الميلاد) عمل بعنوان بيريودوس غيز («رحلات حول الأرض» أو «مسح للعالم»)، ضمن كتابين جرى تنظيم كل منهما بطريقة الرحلة (رحماني-دليل ملاحة) والمسح الساحلي من نقطة إلى نقطة. وأحد الكتابين عن أوروبا، وهو وصف للمنطقة حول البحر الأبيض المتوسط، يصف كل منطقة على حدة، ويصل إلى أقصى الشمال حتى سكيثيا. أما الكتاب الآخر عن آسيا مرتب بشكل مشابه لكتاب الطواف حول البحر الإرتري، الذي بقيت منه نسخة من القرن الأول الميلادي. ووصف هكتيوس بلدان العالم المعروف وسكانه، وكان وصف مصر شاملًا بشكل خاص؛ وكانت المادة الوصفية مصحوبة بخريطة مبنية على خريطة الأرض التي رسمها أناكسيماندر، والتي نقحها ووسعها. ولم يبق من العمل إلا نحو 374 قطعة، وقد جرى اقتباس معظمها في المعجم الجغرافي إثنيكا الذي جمعه ستيفان البيزنطي.

### إراتوستينس (276-194 قبل الميلاد)
رسم إراتوستينس (276-194 قبل الميلاد) خريطة محسنة للعالم تتضمن معلومات من حملات الإسكندر الأكبر وخلفائه. وأصبحت آسيا أكثر اتساعًا، مما يعكس الفهم الجديد للحجم الفعلي للقارة. كما كان إراتوستينس أيضًا أول جغرافي يدمج خطوط العرض والطول في رسوماته الخرائطية، ما يدل على فهمه للطبيعة الكروية للأرض.

### بوسيدونيوس (نحو 135-51 قبل الميلاد)
بوسيدونيوس (أو بوسايدونيوس) من أفاميا (نحو 135-51 قبل الميلاد) كان فيلسوفًا رواقيًا يونانيًا سافر في جميع أنحاء العالم الروماني وخارجه وكان عالمًا موسوعيًا مشهورًا في جميع أنحاء العالم اليوناني الروماني مثل أرسطو وإراتوستينس. وكان عمله «حول المحيط والمناطق المجاورة» عبارة عن مناقشة جغرافية عامة توضح كيف كان لجميع القوى تأثير على بعضها البعض وتنطبق أيضًا على حياة الإنسان. كما قاس محيط الأرض بالرجوع إلى موقع نجم سهيل. ويترجم قياسه البالغ 240.000 ستاديون (وحدة قياس) إلى 24.000 ميل (39.000 كم)، وهو قريب من المحيط الفعلي البالغ 24.901 ميل (40.074 كم). وقد تعلم في نهجه من إراتوستينس، الذي استخدم قبل قرن من الزمن ارتفاع الشمس عند خطوط عرض مختلفة. وكانت أرقام كلا الرجلين لمحيط الأرض دقيقة بشكل مذهل، وساعدتها في كل حالة أخطاء متبادلة في القياس. ومع ذلك نُقحت نسخة حساب بوسيدونيوس التي أعاد سترابو إحياءها من خلال تصحيح المسافة بين رودس والإسكندرية إلى 3750 ستاديون، ما أدى إلى محيط قدره 180 ألف ستاديون، أو 18000 ميل (29000 كم). وناقش بطليموس هذا الرقم المنقح لبوسيدونيوس في كتابه الجغرافيا وفضله على إراتوستينس، وانقسم العلماء خلال العصور الوسطى إلى معسكرين فيما يتعلق بمحيط الأرض، أحدهما يتوافق مع حسابات إراتوستينس والآخر مع قياس بوسيدونيوس البالغ 180.000 ستاديون، والذي من المعروف الآن أنه أقل بنحو 33%. وكان هذا هو الرقم الذي استخدمه كريستوفر كولومبوس ليقدر المسافة إلى الهند بنحو 70.000 ستاديون.

### سترابو (نحو 64 قبل الميلاد - 24 م)
اشتُهر سترابو في الغالب بعمله جيوغرافيكا المكون من 17 مجلدًا، والذي قدم تاريخًا وصفيًا للأشخاص والأماكن من مناطق مختلفة من العالم المعروف في عصره. وظهر كتاب جيوغرافيكا لأول مرة في أوروبا الغربية في روما كترجمة لاتينية صدرت نحو عام 1469. وعلى الرغم من أن سترابو أشار إلى علماء الفلك اليونانيين القدماء إراتوستينس وأبرخش (هيبارخوس) واعترف بجهودهم الفلكية والرياضية تجاه الجغرافيا، إلا أنه ادعى أن النهج الوصفي كان أكثر عملية. ووفرت جيوغرافيكا مصدرًا قيمًا للمعلومات حول العالم القديم، خاصة عندما وثقت هذه المعلومات بمصادر أخرى. وتوجد ضمن كتب جيوغرافيكا خريطة لأوروبا. وخرائط العالم بأكملها وفقًا لسترابو هي إعادة بناء من نصه المكتوب.

### بومبونيوس ميلا (نحو 43 م)
كان بومبونيوس فريدًا من نوعه بين الجغرافيين القدماء، حيث أنه بعد تقسيم الأرض إلى خمس مناطق، منطقتان منها فقط صالحتان للسكن، أكد وجود الأنتيكثونات (شعوب حدود الكرة الأرضية)، وهم أشخاص يسكنون المنطقة المعتدلة الجنوبية التي لا يمكن لسكان المناطق المعتدلة الشمالية الوصول إليها بسبب حرارة الحزام المتقد الفاصل. وفيما يتعلق بالتقسيمات والحدود في أوروبا وآسيا وأفريقيا يكرر أفكار إراتوستينس؛ ومثل جميع الجغرافيين الكلاسيكيين من الإسكندر الأكبر (باستثناء بطليموس) فهو يعتبر بحر قزوين بمثابة مدخل للمحيط الشمالي، وفي الجهة المقابلة الخليج الفارسي والخلجان العربية (البحر الأحمر) في الجنوب.